# Brick (thuật ngữ công nghệ)
Thuật ngữ "brick", được sử dụng đối với trong thiết bị điện tử gia đình, mô tả tình trạng một thiết bị điện tử ví dụ như điện thoại di động, máy chơi game, hoặc bộ định tuyến bị hư hỏng và không thể hoạt động do hư hỏng về mặt vật lý nghiêm trọng, cấu hình sai, hư hỏng về mặt phần mềm, hoặc có vấn đề về phần cứng, không còn chức năng đúng như nhà sản xuất đưa ra và mong muốn đến người tiêu dùng; do đó, nó trở nên thành một thiết bị công nghệ vô dụng do không thể hoạt động, biến thành cục chặn giấy hay đúng nghĩa đen với từ cục gạch.
Thuật ngữ này xuất phát từ hình dạng hình chữ nhật mơ hồ của nhiều thiết bị điện tử (và nguồn cung cấp năng lượng có thể tháo rời của chúng) và gợi ý rằng thiết bị chỉ có thể hoạt động như một vật thể hình vuông, vô hồn, như chặn giấy hoặc chặn cửa.
Thuật ngữ này thường được sử dụng như một động từ. Ví dụ: "Tôi đã làm hỏng máy nghe nhạc MP3 khi tôi cố gắng sửa đổi phầm mềm của nó." Nó cũng có thể được sử dụng như một danh từ, ví dụ: "Nếu nó bị hỏng và bạn cố sửa bằng chế độ fastboot, thiết bị của bạn sẽ là một cục gạch."
Trong cách sử dụng phổ biến của thuật ngữ này, "bricking" cho thấy rằng thiệt hại nghiêm trọng đến mức khiến thiết bị chết.

## Các loại
Bricking được phân thành hai loại, cụ thể là cứng và mềm, tùy thuộc mức độ hư hại của thiết bị.

### Hard brick (Brick cứng)
Các thiết bị bị lỗi này thường cho thấy ít hoặc không có dấu hiệu của sự hoạt động của thiết bị. Một thiết bị lỗi Hard brick không bật hoặc hiển thị bất kỳ logo của nhà cung cấp nào; về bản chất, màn hình vẫn bị tắt. Một số lý do chính cho việc thiết bị bị Hard Brick là do cài đặt phần mềm không được thiết kế dành cho thiết bị, thiệt hại về vật lý nghiêm trọng, làm gián đoạn quá trình nạp phần mềm hoặc làm theo quy trình nạp phần mềm không chính xác.
Một số lý do khác bao gồm flash một tệp gốc cho một thiết bị khác hoặc sử dụng các lệnh sai. Một số lỗi kernel đã được biết là ảnh hưởng đến /datapartition trong chip eMMC, bị hỏng trong một số hoạt động nhất định như xóa và flash.
Việc khôi phục từ một thiết bị đã bị Hard Brick thường được coi là khó khăn và đòi hỏi phải sử dụng giao diện lập trình trực tiếp hơn cho bộ điều khiển; giao diện như vậy tồn tại vì phải có cách lập trình phần mềm lại ban đầu trên thiết bị không được lập trình. Tuy nhiên, các công cụ hoặc kết nối bổ sung có thể cần thiết.
Ngoài ra, có các giai đoạn khác nhau của một thiết bị đã bị Hard Brick. Có nhiều bước khác nhau để giải quyết vấn đề này, chẳng hạn như phân tích vấn đề, phân tích quá trình khởi động, tìm xem thiết bị bị Hard Brick ở giai đoạn nào và thực hiện sửa chữa phần đó với sự trợ giúp của PC.

### Soft brick
Thiết bị "Soft Brick" có thể có dấu hiệu của sự sống, nhưng khởi động không thành công hoặc có thể hiển thị màn hình lỗi. Thiết bị gạch mềm thường có thể được cố định; ví dụ: thiết bị iOS brick mềm có thể hiển thị màn hình hướng dẫn người dùng cắm thiết bị vào máy tính để thực hiện khôi phục hệ điều hành bằng phần mềm iTunes. Trong một số trường hợp, các thiết bị bị lỗi Soft Brick không thể sửa chữa được nếu không tiến hành sửa chữa vật lý (sửa chữa về mặt phần cứng trước); một ví dụ về điều này sẽ là một thiết bị iOS bị khóa bằng Khóa kích hoạt iCloud, trong đó giải pháp duy nhất là liên hệ với chủ sở hữu tài khoản iCloud mà thiết bị bị khóa hoặc thay thế toàn bộ bo mạch chủ bằng một bảng mạch mới không bị khóa.